# Thelephora vaga
Thelephora vaga är en svampart som beskrevs av Berk. 1855. Thelephora vaga ingår i släktet vårtöron och familjen Thelephoraceae.   Inga underarter finns listade i Catalogue of Life.